# 陰秉暘
陰秉暘（1514年—？），字子寅，號卫涯，河南衛輝府汲縣人，民籍，明朝政治人物。

## 生平
嘉靖十六年（1537年）丁酉科河南鄉試第十六名舉人。嘉靖二十六年（1547年）中式丁未科會試第二百八十六名，登第三甲第一百八十八名進士。禮部觀政，授余干、曲沃二知县，选授广西道御史，降同州判官，升馆陶知县、延安府同知、陕西佥事、右参议。

## 家族
曾祖陰顯；祖父陰璋，典史；父陰文泰，母李氏；繼母董氏；繼母安氏。子阴尔佑。